# Echsenbach
Echsenbach é um município da Áustria localizado no distrito de Zwettl, no estado de Baixa Áustria.